# Nicola Porta (pittore)
Nicola Porta (Molfetta, 5 dicembre 1710 – 22 febbraio 1784) è stato un pittore italiano. Chiamato anche Niccolò Porta o Nicolò Porta, fu attivo nel periodo del tardo barocco.

## Biografia
Nicola Porta nacque e operò nella città di Molfetta. Suo padre era Saverio Porta, il primo "mentore" del più famoso Corrado Giaquinto. Nicola studiò per i primi anni con suo cugino Giuseppe e in seguito si spostò a Roma dove lavorò per quasi un decennio nella bottega di Giaquinto. Probabilmente lavorò nel 1744 alla decorazione della Basilica di Santa Croce in Gerusalemme, e nel 1746 alla Chiesa di San Nicola dei Lorenesi. Fu un artista prolifico nella pittura di immagini religiose per alcune chiese delle città di Molfetta nella parrocchia dell'ImmacolataAltamura, Andria, Bari, Bisceglie, Bitonto, Modugno e Nardò.

## Sant'Antonio Abate
Una delle attribuzioni più recenti al pittore Nicola Porta è sicuramente il dipinto conservato presso l'Archivio Biblioteca Museo Civico di Altamura, denominato Sant'Antonio Abate e raffigurante l'omonimo santo. In passato era già stato attribuito (anche se non con certezza) a Nicola Porta dalla studiosa Maria Giovanna Di Capua, mentre nel 2019, da uno studio attento del registro di amministrazione dell'archivio capitolare della cattedrale di Altamura, è emerso come il "Sign. Nicolo Porta Pittore" il 14 giugno 1755 avesse ricevuto la somma di 10 ducati (forse a titolo di acconto) per il dipinto di Sant'Antonio Abate. Tale dipinto è quasi sicuramente lo stesso che oggi è conservato presso l'Archivio Biblioteca Museo Civico di Altamura.
La recente scoperta è stata possibile grazie a un attento studio del registro di amministrazione del capitolo dell'Assunta (cattedrale di Altamura), il quale era una sorta di documento contabile in cui venivano registrate le spese, le rendite e in generale le entrate e le uscite in ordine cronologico. Il capitolo dell'Assunta altro non era che una sorta di consiglio di amministrazione a cui partecipava il clero della città e che doveva gestire i beni economici e culturali della chiesa. Data l'eterogeneità e la mole delle informazioni ivi custodite nei registri di amministrazione, l'informazione relativa al dipinto non era stata ritrovata fino al 2019.
Per quanto riguarda la sua collocazione originaria, in passato era già emerso come il dipinto forse era collocato all'interno della cattedrale di Altamura. Più precisamente una collocazione probabile sarebbe quella della cappella di Sant'Antonio Abate della stessa cattedrale, cappella oggi non più esistente (forse distrutta in seguito ai restauri del XIX secolo) e forse situata in prossimità del coro della cattedrale. Un'opera che certamente era presente nella cappella (come risulta da alcune annotazioni nello stesso registro di amministrazione) era una statua di Sant'Antonio Abate la quale con molta probabilità corrisponde a quella attualmente conservata presso il Museo Diocesano Matronei Altamura.

## Opere
- La Sacra Trinità per la Chiesa della Santissima Trinità, a Molfetta;
- La nascita della Vergine per la Chiesa di San Corrado, a Molfetta;
- Sacro Cuore di Gesù per la Chiesa dell'Immacolata, Molfetta
- La nascita di Cristo per la Chiesa della Santissima Annunziata dei Pastori ad Altamura;
- Sant'Antonio Abate (1755, olio su tela), originariamente all'interno della cattedrale di Altamura, oggi conservato presso l'Archivio Biblioteca Museo Civico di Altamura;[4]
- Santa Teresa per la Chiesa di Santa Teresa, ad Altamura;
- San Ferdinando e il Buon Pastore per la Basilica di San Nicola, a Bari ;
- San Francesco d'Assisi per la Chiesa dei Minori conventuali di Andria;
- L'Assunzione di Cristo per la Chiesa degli Agostiniani di Andria;
- Affreschi sulla volta della Cattedrale di Molfetta raffiguranti scene tratta dalla Bibbia;
- L'Immacolata Concezione per la Chiesa delle Cappuccinelle, a Modugno;
- Affreschi dell'Allegoria della Virtù per la Galleria di Palazzo Gentile;
- San Giovanni Battista e San Giovanni Evangelista per una chiesa della Dalmazia;
- La miracolosa levitazione di San Giuseppe da Cupertino per una chiesa a Nardò;
- San Michele Arcangelo per una chiesa a Pomarico.